# Emmesomyia suwai
Emmesomyia suwai är en tvåvingeart som beskrevs av Ge och Fan 1988. Emmesomyia suwai ingår i släktet Emmesomyia och familjen blomsterflugor. Inga underarter finns listade i Catalogue of Life.